# Josep Lluís Arimany Nicolau
Josep Lluís Arimany Nicolau (La Garriga, 11 d'octubre de 1923 - Granollers, 20 de febrer de 1999) fou un reconegut metge pediatre i pintor Català. El seu estil naturalista i realista, de grans recursos tècnics basat en el gran domini del dibuix, tracta principalment el retrat i la figura, especialment la femenina; ballarines i nus, que el situen en la línia de la millor tradició de la pintura catalana del seu gènere, i també bodegons i unes darreres incorporacions de pintura abstracta. La darrera etapa va estar emmarcada dins de la seva obra mística.
La tècnica utilitzada per Arimany és principalment l'oli sobre tela o sobre paper, amb un fort component del dibuix, on utilitzava el llapis de mina de plom principalment.
Fou reconegut amb nombrosos premis i la seva obra està estesa en col·leccions particulars d'Alemanya, Txèquia, Eslovàquia, Holanda, Anglaterra, França, Bèlgica, Suïssa, Suècia, Itàlia, Estats Units i per tot l'estat Espanyol. A més a més, té obres permanents a la Basílica de Montserrat - Capella del Sant Crist, l'Hospital Sant Joan de Déu de Barcelona, L'Ajuntament i Església Parroquial de La Garriga, l'Ajuntament i Església Parroquial de Granollers, Ajuntament de Canovelles, Col·legi de Metges de Barcelona i Valladolid, Fundació Montserrat Montero, Hospital General de Catalunya, Acadèmia de Belles arts de Sabadell, entre d'altres. Una de les seves obres místiques ha estat sol·licitada pel Museu d'Art Sacre Vaticà. El seu catàleg consta d'unes 450 obres.

## Biografia

### Arrels familiars
Josep Lluís Arimany, nascut a La Garriga (Vallès Oriental) l'11 d'octubre de 1923, era fill de Lluciana Nicolau i Claudi Arimany. El seu pare era farmacèutic i juntament amb el seu avi, Josep Lluís, exercien la professió al pis de dalt de la mateixa casa en què residien. Era el segon de quatre germans: Modest, Josep Lluís, Magda i Maria.
El 1929, quan tenia sis anys, els Reis Mags d'Orient li van regalar una capsa de tubs de colors i tres pinzells, d'on en naixeria una vocació i una afició que marcaria el llarg de la seva vida.
El 1931 la seva família es trasllada a Granollers i hi instal·len la farmàcia. A Granollers estudia primer al Col·legi dels Germans Maristes i després al Col·legi dels Escolapis i més tard fa els primers tres cursos de Batxillerat a l'Institut de Segon Ensenyament. Gràcies a la coeducació i a la certa relaxació de les disciplines prèvies a la República, Arimany amplia el seu cercle d'amistats.

### La guerra
L'esclat de la Guerra Civil Espanyola causa un fort impacte en l'estil de vida d'Arimany, que modifica les seves preferències d'estudis i de vocació per accions pràctiques com ara l'ajuda a la construcció de refugis antiaeris al pati de l'institut.
Un cop acabada la guerra el 1939, estudia com a alumne intern al Col·legi dels Escolapis Samà, a Vilanova i la Geltrú. Els seus pares van triar aquesta localitat perquè consideraven que era un municipi més liberal i obert al món, lluny de la visió de destrucció i sang viscudes i de l'atmosfera del que s'anomenaria posteriorment com a «nens de la guerra» (com ha estat anomenada la seva generació). Aleshores Arimany decideix estudiar medicina, disciplina que compaginarà amb l'art, dues vocacions que marcaran la seva trajectòria. En acabar el Batxillerat va retornar a Granollers i després va estudiar Medicina a la Universitat de Barcelona.

### Antecedents

#### Vocació de pintor
Josep Lluís Arimany, tot i haver-se decidit a estudiar medicina, segueix amb el desig de ser pintor. Junt amb la capsa de colors, conservava a casa la seva primera pintura que va fer amb només sis anys, un bodegó amb un gerro de fruites de cera, que la seva mare tenia exposat a la secció de perfumeria de la farmàcia familiar. Va fer també altres quadres basats en paisatges de la Costa Brava.
Mentre estudiava batxillerat a Granollers, de la mà de Miquel Montagut com a professor de dibuix de l'institut, va sentir-se atret per la temàtica de la figura, sobre la qual no li va ser difícil trobar models. Durant aquesta època va començar a fer pintures amb models de diversos orígens fins a fer servir les seves germanes com a pròpies models.
Durant l'inici dels seus estudis de medicina, va continuar compaginant les seves dues vocacions. Durant quatre anys, Arimany va guanyar els premis de «Figura» atorgats per l'Ajuntament de Granollers. El 1944, amb vint anys, va vendre el seu primer quadre a l'exposició, que va presidir Luis Monreal y Tejada, Comissari de Defensa del Patrimoni Artístic Nacional. A més a més, va durant la visita a l'exposició va conèixer la seva futura esposa, Assumpció Montañà.

#### Art i estudis a Valladolid
El 1941, Josep Lluís Arimany va ingressar a la Facultat de Medicina de Barcelona. El 1945, pel seu interès pels estudis anatòmics, va anar a continuar els seus estudis a la Facultat de Medicina de Valladolid durant els posteriors 3 anys. Allà va guanyar el concurs convocat per la mateixa Facultat per tal de designar el seu pintor anatòmic de referència. A més de preparar i pintar a la pissarra la lliçó del dia abans de l'hora de classe així, també il·lustrava els treballs i les investigacions del professorat. Aquesta tasca li va permetre relacionar-se amb els catedràtics i conèixer personatges representatius de Valladolid. Es va especialitza en l'art del retrat degut als nombrosos encàrrecs que va tenir, com ara el que va fer per al degà del Col·legi d'Advocats.

#### Barcelona
El 1948 torna a Granollers per acabar els estudis a la Facultat de Medicina de Barcelona. Guanya a més a més, per oposició, el lloc d'intern de guàrdia nocturna a l'Hospital Clínic, al servei d'Agustí Pedro i Pons, en col·laboració amb el doctor Carulla.
Arimany havia de compaginar els estudis de dia amb la feina d'intern de nit, a més d'ajudar al seu germà Modest al front de la farmàcia, degut a la malaltia del seu pare arrossegava, que li impedia una plena dedicació.
El 1950 fa el retrat a l'oli de qui serà la seva esposa, Assumpció Montañà, amb el qual guanya de nou el premi atorgat per l'Ajuntament de Granollers. És una pintura feta amb un oli molt diluït (quasi aquarel·la) i sense apreciar-ne les pinzellades. El 1951 acaba els estudis de medicina i obre sengles consultoris de pediatria amb despatx a Granollers i a Sant Celoni, un dels somnis de la seva mare. El 1954, mor el seu pare Claudi Arimany i el mateix any es casa amb Assumpció Montañà, amb la qual tindrà a sis fills, quatre nois i dues noies.
Durant quasi vint anys deixa la pintura —únicament pinta els retrats dels seus fills— i es dedica plenament a la pediatria. A més fa esport (handbol, natació, excursionisme i submarinisme) i ocupa càrrecs en entitats esportives com ara el de vicepresident del Club d'Handbol Granollers. Juntament amb Josep Comas realitza el documental històric de la nevada del Nadal de 1962 a Granollers, filmada amb super 8mm, que es conserva a l'arxiu Municipal de Granollers.
El 1969, motivat per una convocatòria del Col·legi Oficial de Metges de Barcelona, retorna a la pintura i participa amb l'oli Lectura al Concurs Internacional de Pintors Metges, en el qual obté la medalla d'or. Aleshores Arimany decideix tornar a la pintura, que practicarà moltes de les nits de la seva vida.

### Eclosió (1969–1989)
Durant els següents anys, Arimany farà una sèrie de viatges, fruits de la inquietud de conèixer nous aspectes culturals i científics. Acompanyat de la seva esposa, viatgen a Kenia, Tanzània i Uganda, on s'interessarà per la vida i els costums dels massais. Filmarà diverses pel·lícules com a suport a diverses conferències antropològiques que impartirà. Es trobarà i mantindrà una relació d'amistat amb Félix Rodríguez de la Fuente, famós metge naturalista. Malgrat la seva passió per l'antropologia, Arimany seguirà en la seva dualitat de pintor i metge.
El 1973 presenta a la Sala d'Exposicions de la Caixa d'Estalvis de Sabadell a Granollers la seva primera mostra de pintura feta principalment amb models familiars, que é un èxit de visitants i de vendes. L'Ajuntament de Granollers adquireix per al museu municipal, un retrat del mestre Josep Maria Ruera. El 1975 inaugura una nova exposició a la Sala Sant Jordi de la Caixa de Catalunya de Granollers. Aquí coneix el prestigiós crític d'art Francesc Galí.
El 1980 fa la seva primera exposició personal a Barcelona (i posteriorment a Palamós), a les galeries d'art Tramontán. A partir d'aquesta exposició, Arimany obtindrà un reconeixement més ampli de la seva obra. Destaquen obres com ara Retrat de la meva mare o Després de l'assaig.
En els anys successius, Arimany seguirà fent exposicions sobre temes diversos, perfeccionant i evolucionant la tècnica, tractant temes com ara els nus o el ballet, temes relatius als sentiments, expressats principalment per la figura femenina. Aquestes obres centren l'atenció en la figura, principalment en els rostres (pensants, lliurats al record, melancolia) i en les mans, confiant-hi els estats de l'ànima que els rostres anuncien.

### Plenitud (1990–1998)
El tema de la figura es fa freqüent en la seva pintura, amb la llum coparticipant en les seves obres. Quadres com ara Desconsol, Llegint o Mirant per la finestra excel·leixen el seu relat. Posteriorment, el tema del ballet com a representació de la figura femenina prendrà protagonisme, ritme i moviment, amb una col·lecció exposada per primera vegada a la Galeria d'Art El Claustre (Girona, 1990), que Arimany ofereix en diversos estats i situacions (en rosa, en blanc, preparant-se per a l'assaig, ballant, etc.) on la llum n'és coprotagonista. I és aquesta llum que permet que Arimany pinti quadres amb finestres i cortines aconseguint efectes de llum que sumen l'expressió dels rostres, tot un elogi al pintor Johannes Vermeer al qual tenia especial admiració i amb el qual, amb un quadre homenatge (Homenatge a Vermeer, 1989), confia a la llum un especial protagonisme.
En els seus retrats es veu l'evolució d'Arimany al llarg dels anys; des d'una posada més escènica a una de més lliure, jugant amb la llum i els colors, degradats, veladures i transparències. Arimany explora també temes d'exterior i paisatges, aproximant la seva paleta a la dels impressionistes. En són un exemple quadres com ara Dia de mercat a la Porxada o Mediterrània, de 1988. Els bodegons, molt presents en la seva trajectòria, també evolucionen de la composició tradicional a una de més creativa, afegint-hi elements com ara flors, fruits, vidres o ceràmiques poroses.
Arimany, molt arrelat a la seva terra i a la ciutat, va participar en activitats i esdeveniments del municipi i la regió. El 1994 va fer el pregó de les fires de l'Ascensió de Granollers l'any 1994. El mateix anys, amb motiu dels 50è aniversari de Handbol a Granollers, va pintar el quadre de la XIX Copa del Rei d'Handbol que es va jugar a Granollers del 3 al 6 de març de 1994. També pel pregó del Sant de Barri del carrer Corró a Granollers i de la Festa Major de Canovelles.
Arimany dedica bona part de la seva obra pictòrica a la pintura profana, amb una explosió colorista que inunda tota la seva obra (blaus, roses, vermells, grocs, negres), amb una temàtica diversa que inclou eterns arlequins amb vestits a quadres i barrets esperpèntics (amb una nostàlgia marcada); refinades i immortals ballarines; escenes bucòliques de nens; els estudis de figura femenina de rigor clàssic i gran bellesa; les natures mortes.
Els últims anys de la seva vida Arimany va fer nombroses exposicions en diverses poblacions: Sant Cugat del Vallès (Sala Rusiñol), Barcelona (Galeria Comas), Girona (Galeria El Claustre), Madrid (Sala Alcolea), València, Maó, Andorra (Galeria Llahí), Sabadell (Acadèmia de Belles Arts) o Tarragona (Sala d'Art E. Arimany), entre d'altres.

### Obra mística
Durant els darrers anys de la seva vida, Arimany incorpora la temàtica religiosa a la seva obra, amb pintures realistes i de gran qualitat en la seva composició, que mostren el moment espiritual i vibració de l'ànima de l'artista i que transmeten sentiments. Són obres de gran format (algunes arribant als 4 metres d'amplada i 3 d'alçada) que representen les figures de Jesús i la Verge, principalment.
La seva obra religiosa ha estat exposada en diversos edificis religiosos. El seu quadre La Pietat de Montserrat està exposat permanentment a la Basílica de Montserrat - Capella del Sant Crist, des de febrer de 1996. És una obra de 2 metres per 1,80 metres, que va pintar amb motiu de la celebració de la remodelació de la basílica i del 50è aniversari de la seva dedicació a Santa Maria, la Purificació i la Candelera. També fa algunes obres per a l'Església Parroquial de La Garriga (els quadres Stabat Mater i Pietat, exposat permanentment des de 1999), per a l'Església Parroquial de Granollers (el quadre El Crist de Granollers, exposat permanentment des de 1995) i per a Santa María de Castelló d'Empúries (inaugurada el març de 2002).
El 25 de febrer de 1999, es va inaugurar al Museu Diocesà de Barcelona, a la Pia Almoina, l'exposició "Antològica i obra religiosa" per retre homenatge a Arimany. Una part d'aquesta exposició va estar exposada (en diverses ocasions) a la Sala Arimany, a Can Palots (Canovelles), una sala d'exposicions inaugurada amb el nom del pintor en homenatge a la seva trajectòria i vida al municipi.

## L'Artista

### Evolució de l'estil
Arimany va desenvolupar un clar estil naturalista de grans recursos tècnics basat en el domini del dibuix, tractant principalment la figura (especialment la femenina); ballarines i nus que el col·loquen en la línia de la millor tradició de la pintura catalana del seu gènere. Arimany va destacar pel tractament que atorgava a la figura humana atesos els seus amplis coneixements d’anatomia.

### Reconeixement de la seva pintura (premis i crítiques)
L'artista ha estat reconegut en nombroses ocasions, dels quals destaquem:
- 1er premi Premis de "Figura". Concurs de pintura de l'Ajuntament de Granollers (1944, 1945, 1946, 1950)
- Medalla d'or Concurs Internacional de Pintors Metges, pel Col·legi Oficial de Metges de Barcelona (1969)
- Menció honorífica amb placa de Plata als Premi de Pintura "Vila de Palamós" (1979)
- Premi Theodor Rousseau. XV Concurs de Pintura "Vila de Palamós" (1980)
- Premi Marina Pujadas. XVI Concurs de Pintura "Vila de Palamós" (1981)
- Menció honorífica Primer Premi Nacional de Pintura Casino de Granollers (1982)
- Primer premi Concurs Quirón (1983, 1985)
- Primer premi Nit de l'Art. Galeria Blaudemar (1987)
- Primer Premi. Club Nàutic d'Arenys de Mar (1987)
- Premi extraordinari Àngel Marsà "Vila de Palamós" (1989)

L'obra d'Arimany ha estat reconeguda per multitud de crítics d'art com Francesc Galí, Àngel Marsà o Carles Sindreu. Algunes crítiques aparegudes en publicacions diverses.

### Dibuixos
Ja de ben jove, Arimany expressava la seva vocació en format de dibuix, ja amb una sensibilitat cap a l'art i cap a la figuració. Dins d'aquesta figuració va afermant el traç i rep l'encàrrec de preparar, a la pissarra, les diàries lliçons d'anatomia quan estudiava a la Facultat de Medicina de Valladolid. Eren dibuixos entre l'esquema i la realitat, que assolien la perfecció fins al punt que el catedràtic Ramón López Prieto li demanés que fes les il·lustracions del seu llibre de text Centros nerviosos. Arimany va gaudir durant aquests anys d'una època imaginativa i creativa en el dibuix, arribant a realitzar apunts amb un cert paral·lelisme amb Salvador Dalí, fruit d'una època marcada per un capítol forçat per l'exili motivat pels estudis.
El seu dibuix va evolucionar del carbó, mina de plom, ploma i pinzell sobre les teles cap al color. Una postal de la Costa Brava a base de taques i sobreimpressions, van donar naixement de la seva atenció al color. Entre dibuix i dibuix, Arimany va anar assajant el color, pintant retrats de catedràtics i particulars i va arribar a perfeccionar una tècnica on les seves figures incorporen com a complement una marina o un jardí com a fons.

### Exposicions destacades
Dins de les més de 70 exposicions a on el pintor ha mostrat la seva obra, en destaquen:
- Primera exposició a la Caixa d'Estalvis de Sabadell de Granollers (1973)[1][4]
- Primera exposició personal a Barcelona, a la Galeria Tramontán (1980)[1][4]
- Darrera exposició a la Sala Rusiñol de Sant Cugat del Vallès (Novembre 1998)[3]
- Exposició Antològica "Antologia i obra religiosa" al Museu Diocesà de Barcelona, a la Pia Almoina (25 de febrer de 1999)[8]
- Exposició Antològica "3 Moments, 3 Espais, 3 Conceptes" a Canovelles a Can Palots, amb la inauguració del que serà la Sala Arimany en honor al pintor (28 d'octubre de 2006)[11]
- Exposició al Museu de Granollers per reconèixer la trajectòria de Josep Lluís Arimany en motiu del centenari del seu naixement. L'exposició té com a motiu principal la mirada de la dona, molt present en la seva pintura al llarg del temps (29 de Febrer de 2024 al 14 d'abril de 2024).[12]

Obres seves estan exposades permanentment en diversos llocs:
- Basílica de Montserrat - Capella del Sant Crist, amb el quadre La Pietat de Montserrat[2]
- Museu de Montserrat amb el quadre Llum[2]
- Hospital Sant Joan de Déu de Barcelona[2]
- Ajuntament i Església Parroquial de La Garriga, amb els quadres Stabat Mater i Pietat[2]
- Ajuntament i Església Parroquial de Granollers, amb el quadre El Crist de Granollers[2]
- Museu de Granollers[2]
- Ajuntament de Canovelles[2]
- Col·legi de Metges de Barcelona[2]
- Col·legi de Metges de Valladolid[2]
- Fundació Montserrat Montero[2]
- Hospital General de Catalunya[2]
- Acadèmia de Belles arts de Sabadell[2]
- Restaurant el Trabuc de Granollers[13]
- Restaurant Naguabo de Granollers[14]